# Sasquatch (comics)
Pour les articles homonymes, voir Sasquatch (homonymie).
Walter Langkowski, alias Sasquatch est un super-héros évoluant dans l'univers Marvel de la maison d'édition Marvel Comics. Créé par John Byrne, le personnage de fiction apparaît pour la première fois dans le comic book Uncanny X-Men #120, en avril 1979.
Sasquatch est l'un des membres de la Division Alpha.

## Biographie du personnage

### Origines
Originaire de Colombie-Britannique, le Dr. Walter Langkowski est un physicien renommé travaillant à l'Université McGill de Montréal, ancien camarade du Dr Banner, et footballeur professionnel au sein des Packers de Green Bay.
Mis au courant des circonstances de la transformation de Banner en Hulk, il cherche à en recréer les conditions. Pour cela, il se rend dans un laboratoire isolé proche du cercle arctique, où il se soumet à un rayonnement intense de rayons Gamma, ce qui lui confère le pouvoir de se transformer à volonté en un énorme monstre orange d'apparence similaire à celle de la créature légendaire du nom de « sasquatch », qu'il va dès lors utiliser comme nom de code. Ce résultat est inattendu, car il a été établi à de nombreuses reprises dans l'univers Marvel que si l'exposition aux rayons Gamma peut avoir des effets physiques variés, elle donne toujours une couleur verte aux personnes irradiées. Langkowski suppose que cette singularité est due à la proximité d'une aurore boréale pendant l'expérience.

### Carrière en tant que super-héros
Sa première mission en tant que Sasquatch consista à tester la force de Hulk lors d'un combat singulier avec le Titan vert (Langkowski voulait également mesurer les limites de sa propre force), mais après un avantage au début du combat, il fut finalement vaincu par celui-ci.
Il rejoignit la Division Alpha à la création de l'équipe pour officier à la fois comme scientifique et homme fort du groupe. Cependant, la relation amoureuse qu'il entretenait avec Aurora déplaisait fortement à son frère Véga.
Il s’avéra par la suite que ce n'étaient pas les rayons Gamma qui transformèrent le corps de Langkowski en Sasquatch. L'immense quantité d'énergie libérée par ses appareils ouvrit une porte dimensionnelle entre la Terre et le « Royaume des Grandes Bêtes » permettant à l'entité Tanaraq de prendre possession du corps du scientifique. Sa transformation lui conféra l'apparence de la créature légendaire Sasquatch dont il prit le nom. Langkowski dut apprendre à contrôler cette entité lorsqu'il prenait la forme de Sasquatch, ce qu'il réussit sans difficulté dans un premier temps.Cependant, lorsque Langkowski était affaibli par la douleur (comme lorsqu'il eût un bras cassé au cours d'un combat contre le Super Skrull) ou la colère (lors d'une énième altercation avec Vega au sujet de la sœur de ce dernier), la nature bestiale de Sasquatch prit le dessus sur l'intelligence du scientifique, suggérant que Tanaraq parvenait peu à peu à étendre son influence sur la créature. Tanaraq parvint un jour à reprendre le contrôle (après un combat de la Division Alpha contre Caliber, au cours duquel Sasquatch fut sévèrement blessé à l'épaule) forçant Harfang à accomplir sa mission divine de protéger le Canada des Grandes Bêtes. Le combat fit rage durant de longues minutes contre un Sasquatch ayant perdu son humanité au profit de Tanaraq, Harfang prit alors l'apparence d'un Sasquatch blanc et arracha le cœur de son ami.
L'esprit de Langkowski fut transféré par Shaman dans l'armure de Box et au cours d'une expérience erra dans les limbes. Il y rencontra un corps qu'il pourrait habiter mais s'aperçut qu'il s'agissait de Hulk et ce faisant, refusa dès lors à voler le corps de son ami Bruce Banner. Il se décida à utiliser le corps de Smart Alec dont le corps à l'état végétatif était prisonnier du sac magique de Shaman, il en sortit pour découvrir le corps d'Harfang possédé par l'esprit de Pestilence. Il intègra le corps de Box pour vaincre l'entité puis prit possession du corps de Sasquatch blanc d'Harfang, dernière forme prise par la métamorphe avant de mourir. Lors de sa première transformation sous cette nouvelle identité, la Division Alpha découvrit avec stupeur que Walter avait l'apparence d'une femme, visiblement le corps d'Harfang. Il se donna le nom de Wanda Langkowski, et combattit pour être reconnu comme légalement vivant.
Il réintègre plus tard son véritable corps, grâce à l'aide d'Harfang.
Après le démantèlement de la Division Alpha par le gouvernement canadien, il organisa une expédition de recherches scientifiques au Pôle Nord et découvrit le corps congelé de James Hudson. Avec ce dernier et accompagné des jumeaux Véga et Aurora ainsi que de Shaman, il se lança dans un combat contre la corruption du Département H.
Langkowski revint on ne sait comment et reprit son poste au sein de la Division Alpha.
Dans Alpha Flight vol. 3 #1, Sasquatch assembla une nouvelle Division Alpha pour sauver ses anciens camarades des Plodex. La série s'arréta en raison de mauvaises ventes au #12.
On revit récemment la Division Alpha affronter « le Collectif » dans la série New Avengers. Sasquatch, seul membre à avoir survécu à la rencontre, tenta de remettre sur pied une équipe nationale. Après le refus de Talisman de le rejoindre, il affronta seul les Démolisseurs arrivés au Canada mais fut finalement vaincu. Captif, la Division Oméga le libéra.
Dernièrement, il accompagna Wolverine qui était à la recherche de Romulus. Au complexe de l'Arme X, il fut blessé par Wild Child.

### Sasquatch II
Dans Alpha Flight (vol. 2), le Département H découvrit un sasquatch primitif. Ses coéquipiers estimèrent qu'il s'agissait de Walter Langkowski, abruti et incapable de reprendre forme humaine. Il s'avéra en fait être un véritable sasquatch, qui mourut au cours d'un combat, le corps dévoré par un organisme.

## Pouvoirs et capacités
Par simple effort mental, le docteur Walter Langkowski peut se transformer en Sasquatch, une créature simiesque à la fourrure orange de 3 mètres de haut et pesant près d'une tonne, le dotant d'une force surhumaine. Sous sa forme simiesque, ses mains sont dotées de griffes acérées, et ses dents sont pointues. Ses sens sont aussi sur-développés comme ceux d'un animal sauvage, à l'image du Fauve ou de Dents-de-sabre.
En complément de ses pouvoirs, Langkowski est un physicien très expérimenté, ainsi qu'un spécialiste en radiations et en biologie. Il a fait ses études avec le scientifique Bruce Banner (Hulk). Par ailleurs, en tant qu'ancien footballeur professionnel, il conserve une santé d'athlète sous sa forme humaine.
- Sasquatch peut soulever plus de 70 tonnes (probablement bien plus, en réalité[3]). On l'a vu combattre des adversaires farouches comme la Chose ou le Wendigo. Il a même affronté Hercule, le Fléau et Hulk, mais n'a jamais tenu très longtemps face à ces derniers. D'un claquement de mains, il peut éteindre la flamme de la Torche Humaine. Quand Tanaraq prit le contrôle total de son corps, sa force était encore plus grande.
- Il est aussi doté d'une agilité hors norme, capable d'accomplir des sauts prodigieux.
- Sous sa forme simiesque, sa résistance aux blessures est très grande. Il a déjà résisté à des impacts d'obus et même à des coups de poing portés par le X-Man Colossus. De plus, sa capacité de récupération physique est très rapide.